# Marni
Marni és una empresa italiana de moda fundada per la dissenyadora suïssa Consuelo Castiglioni el 1994. Des del 2012 fa part del grup de moda OTB Only The Brave.
La firma va néixer quan Gianni Castiglioni, propietari d'una fàbrica pelletera que treballava amb pesos pesants de la indústria italiana com Prada o Fendi, va decidir llançar una marca pròpia. Va començar amb abrics de pell i de cuir, sempre amb colors inhabituals i amb motius arrasades. Des de 1999 va anar abandonant pell i cuir i va utilitzar altres materials nobles, en combinar l'encant del vintage i la sofisticació. Realitza coll·leccions de dona, home i nen. L'estètica de Marni es podria moda de noia jove, un xic conservatiu, discreta i sempre sofisticat, i un petit accent d'excentricitat. Estampats molt treballats, abrics de tall ample i complements que es fusionen sense complexos. Les creacions es distingeixen per colors mats i grans motius naïfs.
El 31 de gener de 2013 el grup OTB Only The Brave de l'emprenedor Renzo Rosso va comprar 60% de l'empresa familiar, per 122,7 milions d'euros. El 2016 la família Castiglione es va retirar totalment de la casa de moda que van fundar i Francesco Risso va succeir Consuelo com a director creatiu.